# Bernd Mutschler
Bernd Mutschler (* 9. Juli 1961 in Rastatt) ist ein deutscher Jurist und ehemaliger Richter am Bundessozialgericht.

## Leben
Nach dem 1987 abgeschlossenen rechtswissenschaftlichen Studium an der Universität Freiburg bestand Mutschler 1990 das Zweite Juristische Staatsexamen. Von 1994 bis 1996 wirkte er als Richter am Sozialgericht Karlsruhe. Von Januar 1997 bis Dezember 1998 erfolgte seine Abordnung als wissenschaftlicher Mitarbeiter an das Bundesverfassungsgericht. 
Seiner Ernennung zum Richter am Landessozialgericht Baden-Württemberg im Jahre 2001 schloss sich im Juni 2005 die Übernahme der Vizepräsidentschaft des Sozialgerichts Karlsruhe an. Am 21. Juni 2007 wurde er schließlich nach Übergabe der Ernennungsurkunde durch Staatssekretär Kajo Wasserhövel mit Wirkung zum 1. Juli 2007 Richter am Bundessozialgericht. 
Dort wurde er zunächst dem damals für die gesetzliche Rentenversicherung zuständigen 4. Senat zugeteilt. Von August 2008 bis Ende 2013 war er Mitglied des für die gesetzliche Unfallversicherung zuständigen 2. Senats. Danach wechselte er in den für das Arbeitsförderungsrecht zuständigen 11. Senat, dem er – wie zusätzlich dem für Grundsicherung für Arbeitsuchende zuständigen 4. Senat ab Januar 2016 – bis Ende 2017 angehörte. Seit Januar 2015 war Bernd Mutschler stellvertretender Vorsitzender im 11. Senat und seit Januar 2018 zudem Mitglied des 4./14. Senats.
Am 20. März 2018 endete seine Tätigkeit am Bundessozialgericht. Bernd Mutschler wurde zum Präsidenten des Landessozialgerichts Baden-Württemberg ernannt.
Bernd Mutschler ist Mitherausgeber und Autor zahlreicher Kommentare und Handbücher, unter anderem zum gesamten Sozialversicherungsrecht und zum SGB III.

## Quelle
- Neue Richter am Bundessozialgericht, juris vom 29. Juni 2007
- Pressemitteilung des Bundessozialgerichts 18/2018 vom 20. März 2018 - Richter am Bundessozialgericht Bernd Mutschler zum Präsidenten des Landessozialgerichts Baden-Württemberg ernannt